# اریک لارو
اریک لارو (به انگلیسی: Eric Larue) یک فیلم درام آمریکایی محصول سال ۲۰۲۳ به کارگردانی مایکل شنون (در اولین کارگردانی خود) با بازی جودی گریر، پال اسپارکس، الیسون پیل، تریسی لتس، آنی پاریس و الکساندر اسکاشگورد است. این اثر توسط برت نئوو و بر اساس نمایشنامه او به همین نام در سال ۲۰۰۲ نوشته شده است.

## داستان
جانیس، مادر یک قاتل دبیرستانی برای ملاقات با پسرش در زندان آماده می‌شود و برای ملاقات با مجموعه‌ای از والدین داغدار محلی آماده می‌شود.

## ساخت
فیلمبرداری از ۸ اوت ۲۰۲۲ تا ۵ سپتامبر ۲۰۲۲ در لیتل راک، آرکانزاس انجام شد.

## انتشار
اریک لارو اولین نمایش جهانی خود را در جشنواره فیلم ترایبکا ۲۰۲۳ در ۱۰ ژوئن ۲۰۲۳ داشت. قرار است در ۴ آوریل ۲۰۲۵ در ایالات متحده منتشر شود.